# FIFA-Klub-Weltmeisterschaft 2019
Die FIFA-Klub-Weltmeisterschaft 2019 (englisch FIFA Club World Cup 2019) war die 16. Austragung dieses weltweiten Fußballwettbewerbs für Vereinsmannschaften. Der Wettbewerb fand zum ersten Mal in Katar statt, und diente, wie auch die folgende Austragung 2020 an gleicher Stelle, als Test für die Fußball-Weltmeisterschaft 2022. Am 3. Juni 2019 erteilte die FIFA Katar den Zuschlag für beide Turniere.

## Modus
Gegenüber dem seit 2007 geltenden Austragungsmodus gab es keine Änderungen. Das Turnier wurde mit sieben Teilnehmern ausgetragen. Neben den sechs Siegern der kontinentalen Meisterwettbewerbe auf Klubebene aus Asien (AFC), Afrika (CAF), der Karibik, Nord- und Zentralamerika (CONCACAF), Südamerika (CONMEBOL), Europa (UEFA) und Ozeanien (OFC) trat auch der Meister aus der Liga des Gastgeberlandes – dieses Jahr aus Katar – an, der zunächst ein Ausscheidungsspiel gegen den Sieger der OFC Champions League bestreiten musste. Hätte ein Klub aus Katar die AFC Champions League gewonnen, wäre stattdessen der Verlierer des Endspiels der AFC Champions League qualifiziert. Der Sieger des Ausscheidungsspieles spielte mit den Vertretern Afrikas, Asiens und der CONCACAF zwei Teilnehmer am Halbfinale aus. Für dieses waren die Teilnehmer aus Europa und Südamerika bereits gesetzt und bestritten jeweils nur zwei Spiele. Gespielt wurde im K.-o.-System.

## Spielstätten
Zunächst war das Education City Stadium neben dem Jassim-Bin-Hamad-Stadion als Spielort vorgesehen. Der Neubau war aber nicht rechtzeitig zum Turnier einsatzbereit. Es wurde durch das Khalifa International Stadium ersetzt.
| Doha |

| ar-Rayyan |

| Doha |

| ar-Rayyan |

## Teilnehmer
Teilnehmer sind die Sieger der folgenden Wettbewerbe:
| FC Liverpool |

| al-Hilal |

| Espérance Tunis |

| CF Monterrey |

| Hienghène Sport |

| Flamengo Rio de Janeiro |

| al-Sadd SC |

| FC Liverpool |

| al-Hilal |

| Espérance Tunis |

| CF Monterrey |

| Hienghène Sport |

| Flamengo Rio de Janeiro |

| al-Sadd SC |

## Das Turnier im Überblick
| Spiel              | Datum        | Ortszeit (MEZ)        | Stadion                       | Mannschaft 1            | Ergebnis             | Mannschaft 2    |
| ------------------ | ------------ | --------------------- | ----------------------------- | ----------------------- | -------------------- | --------------- |
| Ausscheidungsspiel | 11. Dezember | 20:30 Uhr (18:30 Uhr) | Jassim-Bin-Hamad-Stadion      | al-Sadd SC              | 3:1 n. V. (1:1, 1:0) | Hienghène Sport |
| Viertelfinale 1    | 14. Dezember | 17:00 Uhr (15:00 Uhr) | Jassim-Bin-Hamad-Stadion      | al-Hilal                | 1:0 (0:0)            | Espérance Tunis |
| Viertelfinale 2    | 14. Dezember | 20:30 Uhr (18:30 Uhr) | Jassim-Bin-Hamad-Stadion      | CF Monterrey            | 3:2 (2:0)            | al-Sadd SC      |
| Spiel um Platz 5   | 17. Dezember | 17:30 Uhr (15:30 Uhr) | Khalifa International Stadium | Espérance Tunis         | 6:2 (4:1)            | al-Sadd SC      |
| Halbfinale 1       | 17. Dezember | 20:30 Uhr (18:30 Uhr) | Khalifa International Stadium | Flamengo Rio de Janeiro | 3:1 (0:1)            | al-Hilal        |
| Halbfinale 2       | 18. Dezember | 20:30 Uhr (18:30 Uhr) | Khalifa International Stadium | CF Monterrey            | 1:2 (1:1)            | FC Liverpool    |
| Spiel um Platz 3   | 21. Dezember | 17:30 Uhr (15:30 Uhr) | Khalifa International Stadium | CF Monterrey            | 2:2 (0:1), 4:3 i. E. | al-Hilal        |

### Finale
| FC Liverpool                                                                                | FC Liverpool | Flamengo Rio de Janeiro | Flamengo Rio de Janeiro | Aufstellung                                            |
| ------------------------------------------------------------------------------------------- | --- | --- | ----------------------- | ------------------------------------------------------ |
| FC Liverpool                                                                                | \| 21. Dezember 2019 um 20:30 Uhr (18:30 Uhr MEZ) in ar-Rayyan (Khalifa International Stadium) \| \| Ergebnis: 1:0 n. V. \| \| Zuschauer: 45.416 \| \| Schiedsrichter: Abdulrahman al-Jassim ( Katar) \| \| Spielbericht \|                                                                                        | \| 21. Dezember 2019 um 20:30 Uhr (18:30 Uhr MEZ) in ar-Rayyan (Khalifa International Stadium) \| \| Ergebnis: 1:0 n. V. \| \| Zuschauer: 45.416 \| \| Schiedsrichter: Abdulrahman al-Jassim ( Katar) \| \| Spielbericht \|                                         | Flamengo Rio de Janeiro | Aufstellung FC Liverpool gegen Flamengo Rio de Janeiro |
| FC Liverpool                                                                                | Alisson – Trent Alexander-Arnold, Virgil van Dijk, Joe Gomez, Andrew Robertson – Naby Keïta (100. James Milner), Jordan Henderson , Alex Oxlade-Chamberlain (75. Adam Lallana) – Mohamed Salah (120.+1' Xherdan Shaqiri), Roberto Firmino (106. Divock Origi), Sadio Mané Cheftrainer: Jürgen Klopp ( Deutschland) | Diego Alves – Rafinha, Rodrigo Caio, Pablo Marí, Filipe Luís – Giorgian De Arrascaeta (77. Vitinho) – Éverton Ribeiro (82. Diego), Willian Arão (120. Orlando Berrío), Gerson (102. Lincoln), Bruno Henrique – Gabriel Barbosa Cheftrainer: Jorge Jesus ( Portugal) | Flamengo Rio de Janeiro | Aufstellung FC Liverpool gegen Flamengo Rio de Janeiro |
| FC Liverpool                                                                                | 1:0 Roberto Firmino (99.) | | Flamengo Rio de Janeiro | Aufstellung FC Liverpool gegen Flamengo Rio de Janeiro |
| FC Liverpool                                                                                | Sadio Mané (45.+1'), Mohamed Salah (81.), Roberto Firmino (100.), James Milner (105.) | Vitinho (90.), Diego (112.) | Flamengo Rio de Janeiro | Aufstellung FC Liverpool gegen Flamengo Rio de Janeiro |
| FC Liverpool                                                                                | Spieler des Spiels: Roberto Firmino | | Flamengo Rio de Janeiro | Aufstellung FC Liverpool gegen Flamengo Rio de Janeiro |
| 21. Dezember 2019 um 20:30 Uhr (18:30 Uhr MEZ) in ar-Rayyan (Khalifa International Stadium) | | |                         |                                                        |
| Ergebnis: 1:0 n. V.                                                                         | | |                         |                                                        |
| Zuschauer: 45.416                                                                           | | |                         |                                                        |
| Schiedsrichter: Abdulrahman al-Jassim ( Katar)                                              | | |                         |                                                        |
| Spielbericht                                                                                | | |                         |                                                        |

### Kader des FC Liverpool
Folgende Spieler standen im 23-Mann-Kader des FC Liverpool:
| 1.           | FC Liverpool |
| FC Liverpool | - Tor: Adrián (0 Spiele / 0 Tore), Alisson (2/0), Andy Lonergan (-) - Abwehr: Trent Alexander-Arnold (2/0), Sepp van den Berg (-), Virgil van Dijk (1/0), Joe Gomez (2/0), Ki-Jana Hoever (-), Andrew Robertson (2/0), Neco Williams (-) - Mittelfeld: Jordan Henderson (2/0), Curtis Jones (-), Naby Keïta (2/1), Adam Lallana (2/0), James Milner (2/0), Alex Oxlade-Chamberlain (2/0), Georginio Wijnaldum (-) - Sturm: Harvey Elliott (-), Roberto Firmino (2/2), Sadio Mané (2/0), Divock Origi (2/0), Mohamed Salah (2/0), Xherdan Shaqiri (2/0) - Cheftrainer: Jürgen Klopp |

## Statistik
| Rang | Klub                    |
| ---- | ----------------------- |
| 1    | FC Liverpool            |
| 2    | Flamengo Rio de Janeiro |
| 3    | CF Monterrey            |
| 4    | al-Hilal                |
| 5    | Espérance Tunis         |
| 6    | al-Sadd SC              |
| 7    | Hienghène Sport         |

| Rang | Spieler                | Klub                    | Tore |
| ---- | ---------------------- | ----------------------- | ---- |
| 1    | Baghdad Bounedjah      | al-Sadd SC              | 3    |
|      | Hamdou Elhouni         | Espérance Tunis         | 3    |
| 3    | Anice Badri            | Espérance Tunis         | 2    |
|      | Roberto Firmino        | FC Liverpool            | 2    |
|      | Rogelio Funes Mori     | CF Monterrey            | 2    |
|      | Bafétimbi Gomis        | al-Hilal                | 2    |
|      | Abdelkarim Hassan      | al-Sadd SC              | 2    |
| 8    | Salem al-Dawsari       | al-Hilal                | 1    |
|      | Hassan al-Haydos       | al-Sadd SC              | 1    |
|      | Giorgian De Arrascaeta | Flamengo Rio de Janeiro | 1    |
|      | Sameh Derbali          | Espérance Tunis         | 1    |
|      | Carlos Eduardo         | al-Hilal                | 1    |
|      | Alfonso González       | CF Monterrey            | 1    |
|      | Bruno Henrique         | Flamengo Rio de Janeiro | 1    |
|      | Naby Keïta             | FC Liverpool            | 1    |
|      | Maximiliano Meza       | CF Monterrey            | 1    |
|      | Carlos Rodríguez       | CF Monterrey            | 1    |
|      | Antoine Roine          | Hienghène Sport         | 1    |
|      | Ró-Ró                  | al-Sadd SC              | 1    |
|      | Leonel Vangioni        | CF Monterrey            | 1    |

Hinzu kommt ein Eigentor von Ali al-Bulaihi (al-Hilal) im Spiel gegen Flamengo.

## Ehrungen

### Adidas Goldener Ball
Der Goldene Ball für den besten Spieler des Turniers ging an den Ägypter Mohamed Salah vom Titelträger FC Liverpool. Der Silberne Ball wurde an den Brasilianer Bruno Henrique vom Finalisten Flamengo Rio de Janeiro verliehen. Den Bronzenen Ball erhielt der Brasilianer Carlos Eduardo von al-Hilal.

### FIFA-Fair-Play-Trophäe
Den Fair-Play-Preis für sportlich korrektes Auftreten auf und außerhalb des Rasens konnte sich der afrikanische Meister Espérance Tunis sichern.

## Schiedsrichter
Für die Leitung der Spiele bei der Klub-Weltmeisterschaft berief die FIFA insgesamt 5 Schiedsrichtergespanne, bestehend aus jeweils einem Schiedsrichter und zwei Assistenten. Darüber hinaus wurden insgesamt 6 Video-Assistenten nominiert. Ergänzt wird der Schiedsrichterkader durch einen Support-Schiedsrichter, welcher vorwiegend als 4. Offizieller eingesetzt werden soll.
| Verband                | Schiedsrichter        | Assistenten                         | Video-Assistenten                   |
| ---------------------- | --------------------- | ----------------------------------- | ----------------------------------- |
| AFC                    | Abdulrahman al-Jassim | Taleb al-Marri Saud al-Maqaleh      | Fu Ming                             |
| CAF                    | Mustapha Ghorbal      | Mahmoud Abouelregal Mokrane Gourari | Bakary Gassama                      |
| CONCACAF               | Ismail Elfath         | Kyle Atkins Corey Parker            | Alan Kelly                          |
| CONMEBOL               | Roberto Tobar         | Christian Schiemann Claudio Ríos    | Esteban Ostojich                    |
| UEFA                   | Ovidiu Hațegan        | Octavian Șovre Sebastian Gheorghe   | Juan Martínez Munuera Benoît Millot |
| Support-Schiedsrichter |                       |                                     |                                     |
| OFC                    | Abdelkader Zitouni    | -                                   | -                                   |